# 安妮·布伊斯
安妮·布伊斯（英語：Anne Buijs，1991年2月12日—），荷蘭女子排球運動員，司職主攻手。現效力於巴西球隊烏蘭貝迪亞海灘女排俱樂部。
她是荷蘭國家女子排球隊的隊員之一。她代表荷蘭在巴西出戰2016年奥林匹克运动会奪得第四名，是荷蘭在奥运女子排球史上最佳成績。布伊斯在奥林匹克运动会中表現出色：個人共得104分，是排名第三的最佳發球手。